# Rei dos ratos

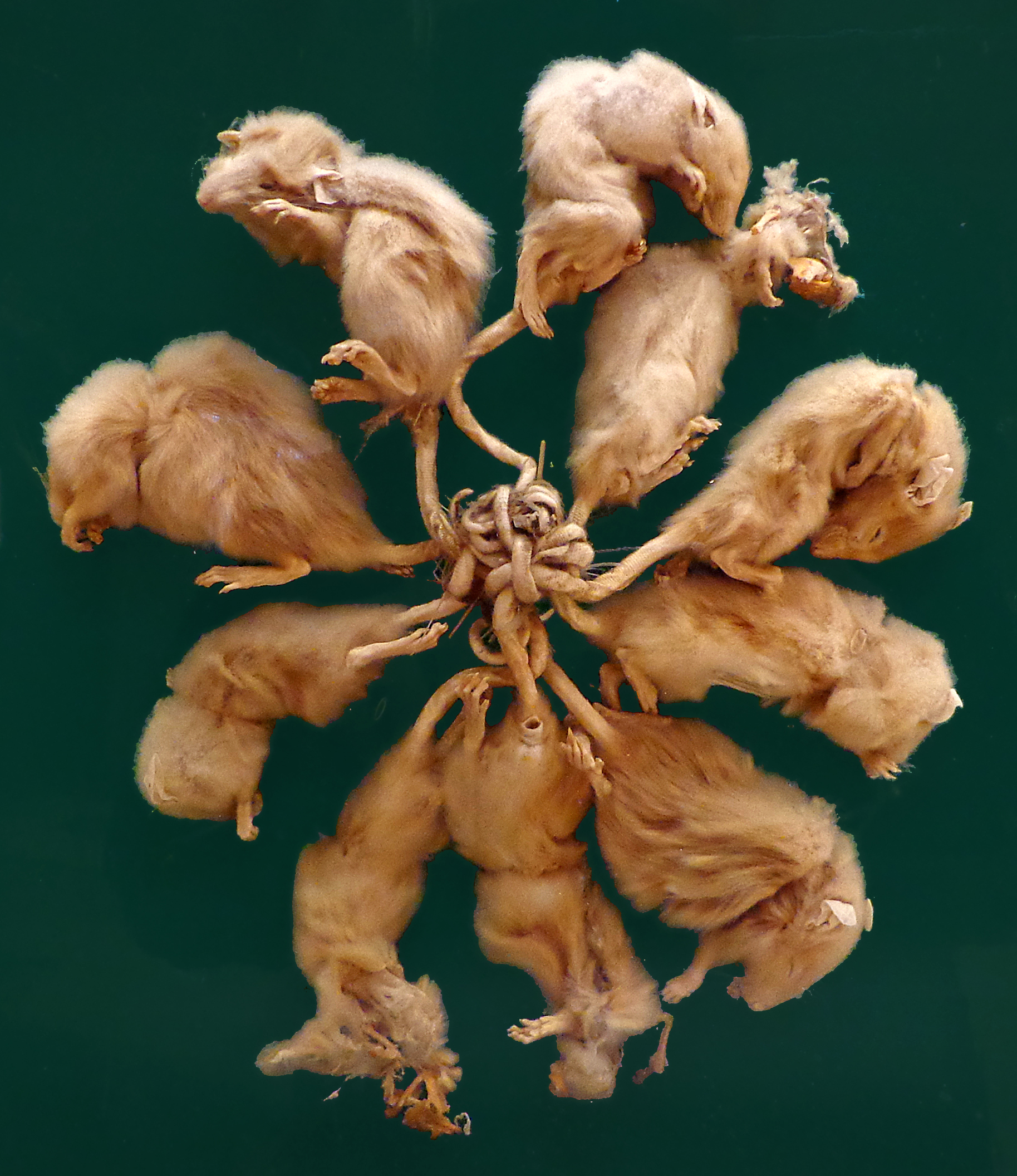
Rei dos ratos preservado no Museu Zoológico de Estrasburgo, França

Rei dos ratos é um termo que determina quando um certo número de ratos ficam presos uns aos outros pela cauda, colados por sangue, sujeira, gelo, excrementos ou simplesmente enlaçados. Supõe-se que os roedores unidos dessa forma cresçam ao mesmo tempo, experimentando uma calcificação nos ossos da cauda que acaba fundindo os animais para sempre. O número de ratos do fenômeno varia, sendo 32 o maior número de ratos fundidos já encontrado. O rei dos ratos formado naturalmente por muitos destes roedores são raros. O fenômeno é particularmente associado a Alemanha, onde um maior número de casos foi relatado.
Dado a raridade deste fenômeno, ele chega a ser considerado um ser criptidos a ser estudado na criptozoologia. Sem contar que, no folclore europeu, os reis dos ratos são associados a várias superstições e eram frequentemente vistos como um mau presságio, particularmente associados a pragas.

## Etimologia do termo

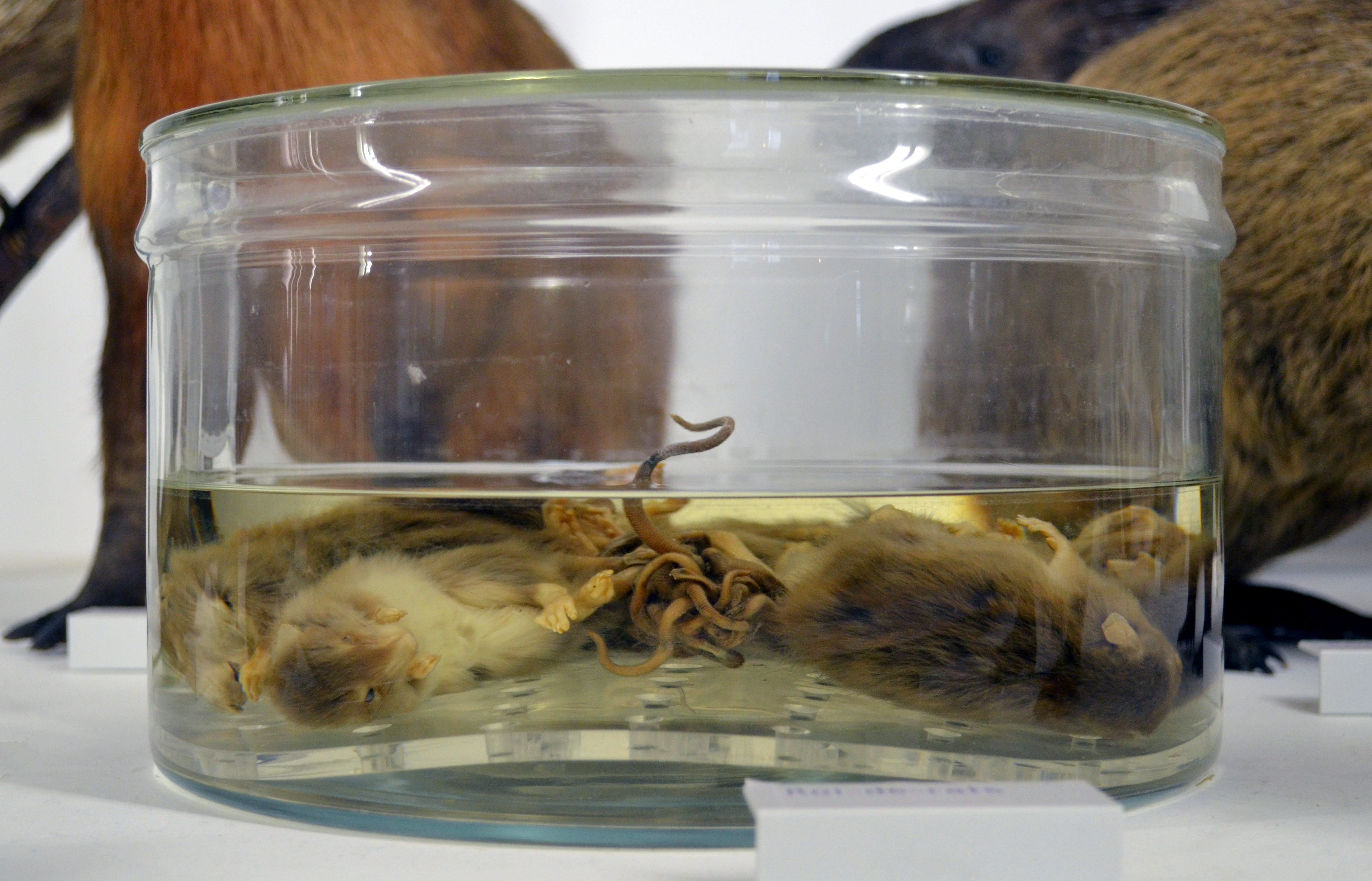
Roi des rats achado em 1986 na região de Vendée na França

O termo alemão original, Rattenkönig, foi adaptado (como calque), no inglês para "Rat King" e na França para "Roi des rats".
O termo não foi originalmente usado em referência a ratos reais, mas para pessoas que viviam de outros. Conrad Gessner em Historia animalium (1551-1558) declarou: "Alguns querem que o rato seja poderoso na sua velhice e seja alimentado por seus filhotes: isso é chamado de rei dos ratos". Martinho Lutero declarou: "finalmente, há um Papa, o rei dos ratos bem lá no topo". Mais tarde, o termo se referia a um rei sentado em um trono de caudas atadas.
Uma teoria alternativa afirma que o nome em francês era rouet de rats (ou uma roda giratória de ratos, com os rabos atados sendo raios de roda), com o termo se transformando ao longo do tempo em roi des rats.

## História

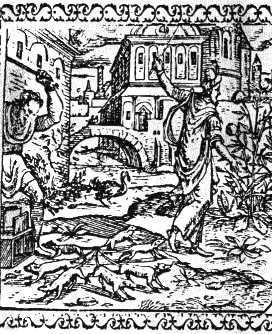
Xilogravura medieval exibindo um rei dos ratos.

O mais antigo relato de um rei dos ratos data de 1564.
Pretensas espécimes de reis dos ratos são mantidas em alguns museus. O museu de história natural Mauritianum, em Altemburgo, Turíngia, exibe o maior rei dos ratos mumificado conhecido, com um total de 32 ratos entrelaçados, que foi encontrado em 1828 numa chaminé de um moinho em Buchheim.
Imagens de raio-X de um rei dos ratos descoberto em 1963 pelo fazendeiro P. van Nijnatten em Rucphen, Países Baixos, como publicado pelo criptozoologista M. Schneider, consistindo de sete ratos, exibia formações de calos nas fraturas das caudas, o que indicaria que os animais sobreviveram por um período extenso de tempo com as caudas enroladas.
O fenômeno pode ter escasseado quando o Rato-marrom (Rattus norvegicus) substituiu o Rato-preto (R. rattus) no século XVIII. Os avistamentos tem sido esporádicos na era moderna; o caso mais recente sendo a descoberta numa fazenda na região de Võrumaa, na Estônia  em 16 de janeiro de 2005.
Em 20 de outubro de 2021, em Pylvamaa, na Estônia, foi encontrado um rei das ratas vivo com 13 ratas. O rei das ratas foi levado para a Universidade de Tartu e eutanasiado humanamente, pois os ratos não tinham como se libertar. Antes disso, os cientistas conseguiram filmar o rei das ratas vivo. O rei das ratas será adicionado à coleção do Museu Zoológico da Universidade de Tartu.

## Na cultura popular

### The Last of Us Part II
Uma criatura conhecida como Rat King (Rei dos Ratos) aparece no jogo de ação e aventura de 2020, The Last of Us Part II. É um amálgama de múltiplos humanos infectados que aparece no meio da trama, quando a protagonista Abby explora os andares subterrâneos de um hospital em Seattle, que foram o marco zero para o surto na cidade mais de 20 anos antes.
Três atores foram amarrados juntos para realizar a captura de movimento para a criatura. Originalmente, era para ela aparecer no jogo anterior, mas os desenvolvedores não conseguiram encontrar um momento adequado para incluí-la, então ela foi colocada de lado.
Ao criar o Rat King e sua luta de chefão, a equipe se inspirou no jogo de 2016 Inside, no curta-metragem Zygote de Neill Blomkamp de 2017, no filme Annihilation de 2018, no jogo God of War de 2018 e na terceira temporada da série Stranger Things da Netflix. O codiretor Kurt Margenau descreveu a ideia por trás do Rei dos Ratos como a visão da equipe sobre "o que acontece com eles [os infectados] quando ficam à toa por muito tempo".